# Tobias Heinemann
Tobias Heinemann (* 19. Februar 1971 in Bergisch Gladbach) ist ein deutscher Eisenbahn- und Logistikmanager. Seit dem 1. Januar 2024 ist Heinemann als Konzernbeauftragter für gemeinwohlorientierte Schieneninfrastruktur bei der Deutschen Bahn tätig.
Heinemann war von 2018 bis 2023 Sprecher der Geschäftsführung der Transdev GmbH, des zweitgrößten in Deutschland tätigen Eisenbahnunternehmens. Ab April 2021 war er Präsident von Mofair e. V., eines Interessensverbands privater Bahnunternehmen. Von 2007 bis 2009 war Tobias Heinemann Chef der S-Bahn Berlin GmbH.

## Leben
Nach seinem Studium schloss er von 1996 bis 1999 seine juristische Ausbildung am Kammergericht in Berlin ab.

## Wirken
Ab 1999 arbeitete Heinemann in verschiedenen Funktionen bei der Deutschen Bahn AG. Zunächst war er bei der DB Regio AG auf dem Gebiet der Unternehmensentwicklung tätig, später beim Konzernmarketing und danach wieder bei DB Regio im Angebotsmanagement. Von 2003 an war Heinemann Gesamtmarketingleiter der DB Regio AG in Frankfurt am Main. Während dieser Zeit verhandelte er maßgeblich die neuen Verkehrsverträge für die DB Regio AG mit den Auftraggebern im Schienenpersonennahverkehr.
Ab Mai 2007 leitete er als Sprecher der Geschäftsführung die S-Bahn Berlin GmbH. Während der Amtszeit von Heinemann unternahm die S-Bahn-GmbH aufgrund von Vorgaben des DB-Konzerns eine Reihe von Sparmaßnahmen und führte die S-Bahn Berlin in eine schwere Krise. Bereits im Jahr 2008 wurden die Auswirkungen dieser Maßnahmen auf den Fahrgastbetrieb kritisiert. Im Folgejahr kam es zu einer Reihe von gravierenden Betriebsstörungen im Berliner S-Bahn-System, für die Heinemann mitverantwortlich gemacht wurde. Infolgedessen wurde er am 2. Juli 2009 gemeinsam mit anderen Mitgliedern der Geschäftsführung abberufen Nachdem Heinemann zunächst unter Weiterzahlung seines Gehalts beurlaubt war, schied er später ganz aus dem DB-Konzern aus.
Von Herbst 2010 bis 2014 war Tobias Heinemann als Chief Commercial & Marketing Officer des Rift Valley Railways Consortium für die Modernisierung des Eisenbahnverkehrs auf der Uganda-Bahn zwischen Mombasa und Kampala zuständig. Heinemann hat in dieser Funktion ab Dezember 2010 die Verhandlungen mit den Kreditgebern und der Konzessionsvergabestelle für die Finanzierung der Projekte federführend geleitet. Er lebte während dieser Zeit mit seiner Familie in Nairobi.
Vom 1. Januar 2015 bis 31. Januar 2018 war Heinemann bei der Transdev GmbH (ehemals Veolia Verkehr) als Geschäftsführer für Marketing und Vertrieb zuständig, ab dem 1. Februar 2018 war er Sprecher der Geschäftsführung von Transdev.
Ab April 2021 war Heinemann zudem Präsident von mofair, dem Interessenverband nichtbundeseigener Eisenbahnen im Nahverkehr. Heinemann vertrat den Verband auch in der Beschleunigungskommssion Schiene, die 2022 vom Bundesministerium für Digitales und Verkehr (BMDV) einberufen wurde. Er leitete in der Kommission die Arbeitsgruppe „Kapazitätsförderndes Finanzierungs-und Steuerungsmodell“, welche die Einführung von Schieneninfrastrukturfonds vorschlug. Ein solcher Fonds soll die Finanzierung der Schieneninfrastruktur vereinfachen und über längere Zeiträume sicherstellen.
Zum 31. August 2023 verließ Heinemann Transdev, um ab 1. Januar 2024 als Beauftragter der Deutschen Bahn für die gemeinwohlorientierte Schieneninfrastruktur zu fungieren. Er löste damit Jörg Sandvoß ab, der sich aus Altersgründen zurückzog. Heinemann galt als wichtiger Kritiker der Monopolstruktur der Deutschen Bahn.